# I Got You (canção de Bebe Rexha)
"I Got You" é uma canção da cantora estadunidense Bebe Rexha. O seu lançamento ocorreu em 28 de outubro de 2016, como o primeiro single de seu segundo extended play (EP) All Your Fault: Pt. 1 e mais tarde foi incluída em seu álbum de estreia Expectations. Foi composta pela própria em conjunto com Ben Berger, Lauren Christy, Jacob Kasher, Ryan McMahon e Ryan Rabin, sendo produzida pela equipe estadunidense Captain Cuts. A música ganhou uma versão em português da banda brega A Favorita, intitulada "Só da Tú".

## Faixas e formatos
| Download digital |             |         |  |
| N.º              | Título      | Duração |  |
| 1.               | "I Got You" | 3:11    |  |

| Download digital (Cheat Codes Remix) |                                 |         |  |
| N.º                                  | Título                          | Duração |  |
| 1.                                   | "I Got You" (Cheat Codes Remix) | 3:19    |  |

## Desempenho nas tabelas musicais

### Posições
| Tabela musical (2016–17)                         | Melhor posição |
| ------------------------------------------------ | -------------- |
| Alemanha (Media Control Charts)                  | 67             |
| Austrália (ARIA Charts)                          | 73             |
| Áustria (Ö3 Austria Top 40)                      | 60             |
| Bélgica (Ultratip de Flandres)                   | 14             |
| Bélgica (Ultratop 40 da Valônia)                 | 22             |
| Canadá (Canadian Hot 100)                        | 38             |
| Escócia (The Official Charts Company)            | 3              |
| Eslováquia (IFPI Slovenská Republika)            | 29             |
| Estados Unidos (Billboard Hot 100)               | 43             |
| Estados Unidos (Pop Songs)                       | 17             |
| Estados Unidos (Adult Pop Songs)                 | 38             |
| Estados Unidos (Hot Dance Club Songs)            | 1              |
| Finlândia (IFPI Finlândia)                       | 51             |
| Irlanda (Irish Recorded Music Association)       | 68             |
| Itália (Federazione Industria Musicale Italiana) | 89             |
| Líbano (The Official Lebanese Top 20)            | 17             |
| Países Baixos (MegaCharts)                       | 60             |
| Reino Unido (UK Singles Chart)                   | 91             |
| Chéquia (IFPI Česká Republika)                   | 32             |
| Suécia (Sverigetopplistan)                       | 29             |
| Suíça (Schweizer Hitparade)                      | 60             |